# Lena Feiniler
Lena Feiniler (* 18. Mai 1993 in Speyer) ist eine deutsche Handballspielerin.

## Karriere
Martens begann das Handballspielen beim TSV Speyer und wechselte in der C-Jugend zum TSG Ketsch. 2011 belegte sie mit der A-Jugend den zweiten Platz der deutschen Meisterschaft. 2016 stieg sie mit der TSG in die 2. Bundesliga und 2019 in die Bundesliga auf. 2021 stiegen sie aber wieder in die 2. Bundesliga ab. 2022 wechselte sie nach 15 Jahren bei der TSG Ketsch zum Erstligisten VfL Oldenburg. Hier spielte sie in der Saison 2022/23 in der EHF European League und konnte fünf Tore erzielen, schied jedoch in der 3. Runde aus. Im Sommer 2025 wechselte sie zum Zweitligisten 1. FSV Mainz 05.

## Privates
Feiniler hat Grundschullehramt studiert.